# Região do Egeu

Região do Egeu

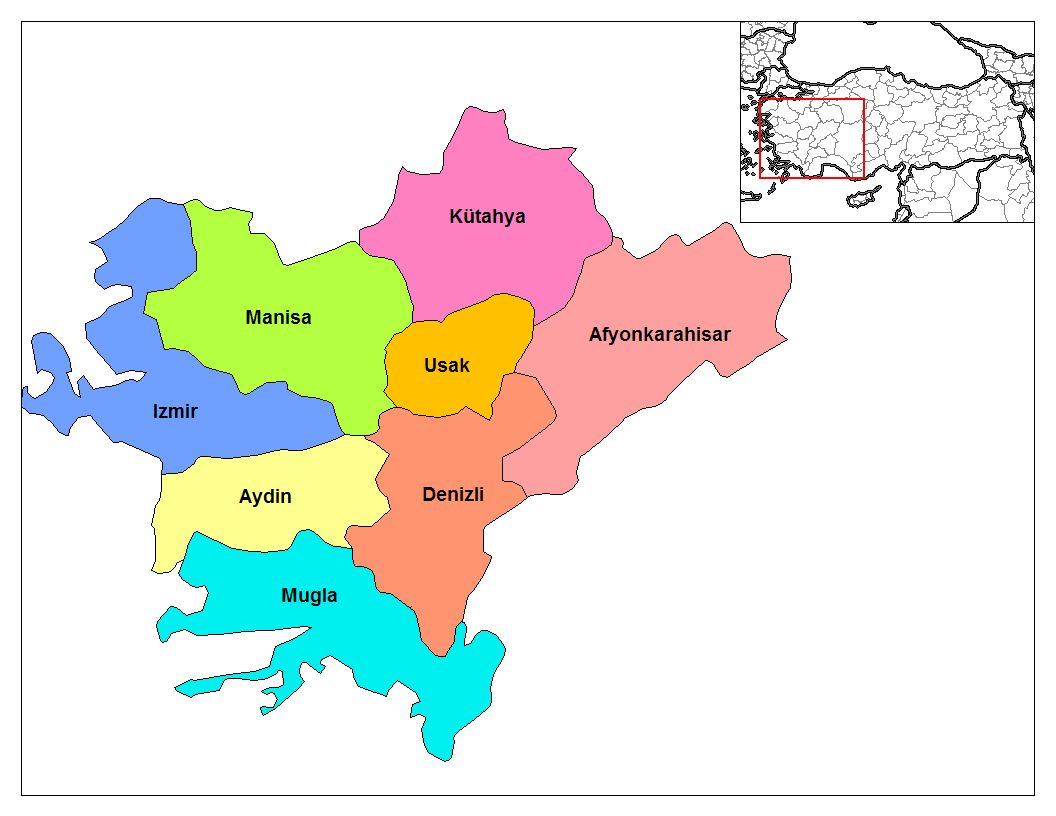
Região do Egeu

A Região do Egeu (em turco:  Ege Bölgesi) é uma das sete regiões da Turquia. Está localizada na parte oeste do país, limitada pelo mar Egeu (Ege Denizi) a oeste, a região de Mármara a norte, a região do Mediterrâneo a sul e sudoeste e a região da Anatólia Central a leste.

## Províncias
Está dividida em oito províncias:
- Afyonkarahisar (Afyon)
- Aidim
- Denizli
- Esmirna (İzmir)
- Kütahya
- Manisa
- Muğla
- Uşak